# JoWooD Entertainment
JoWooD Entertainment AG (antes llamada JoWooD Productions Software AG) fue una distribuidora de videojuegos austríaca fundada en 1995 por Andreas Tobler y dirigida actualmente por Franz Rossler. En 2011 THQ Nordic compró todos sus activos.
El 4 de noviembre de 2006, JoWooD confirmó la adquisición de la empresa DreamCatcher Interactive, en un intento por incrementar su presencia en el mercado de América del Norte. Ambas empresas trabajaron en conjunto en el videojuego para PlayStation 2 AquaNox: Angel's Tears. La sede de la empresa estaba en Technologiepark 4, 8786 Rottenmann, Austria.
En octubre de 2009 JoWooD cambió su nombre de JoWooD Productions Software AG a JoWooD Entertainment AG. También, en ese mismo mes, anunció un acuerdo entre ella y Valve Corporation, para que los futuros videojuegos de JoWooD sean compatibles con la plataforma Steam.
Entre los videojuegos de JoWooD se encuentran la serie de videojuegos de rol de acción Gothic y las series SpellForce y Industry Giant, Industry Giant 2. Otros videojuegos de JoWooD incluyen Transport Giant, World War III: Black Gold, Hotel Giant, Sam & Max , Crazy Chicken y Neighbours from hell.
En agosto de 2005, JoWooD intentó terminar el acuerdo de desarrollo que mantenía con la desarrolladora Perception Pty debido a la poca calidad del videojuego Stargate SG-1: The Alliance. JoWooD llevó a cabo esta finalización con la seguridad de poseer la licencia del videojuego, algo disputado por Perception.